# Jean-Jacques Thomasset
Pour les articles homonymes, voir Thomasset.
Jean-Jacques Thomasset (Jean Jacques François Thomasset) est un enseignant français et un archéologue amateur né le 26 octobre 1895 à Blanzy et mort le 2 juillet 1973 à Bourg-en-Bresse. Proche des mouvements autonomistes dans les années 1920 et 1930, il se rapproche progressivement du nazisme. Pangermaniste, il est un membre actif de l'institut de recherche de la Waffen-SS, l'Ahnenerbe, durant la Seconde Guerre mondiale.

## Premières années
D'origine modeste, Jean-Jacques Thomasset se passionne rapidement pour les sciences naturelles et publie quelques articles sur les fossiles dans le Bulletin de la Société des Sciences naturelles de Saône-et-Loire à l'âge de 17 ans. À 23 ans, il publie son premier recueil de poèmes.
Il embrasse ensuite la carrière d'enseignant, tout en continuant ses travaux en sciences naturelles, et ses publications poétiques.

## Vie professionnelle

### Enseignement
Ces publications lui assurent un poste d'enseignant aux collèges de Romans, puis d'Autun, avant d'être nommé aux lycées de Roanne puis de Nevers.
Au milieu des années 1920, il abandonne cette carrière, pour se consacrer entièrement à l'écriture et à l'action politique. Il conserve cependant de la rancune envers le milieu enseignant et académique.

### Archéologue
À la fin de la Première Guerre mondiale, il commence ses travaux d'archéologue, s'intéressant en priorité aux sites préhistoriques, fouillant la colline de Chassey, ou le site de Solutré.
À partir de la fin des années 1920, il se désintéresse de l'archéologie pour se consacrer à la littérature et à la poésie, souhaitant faire de la colline de Chassey l'équivalent bourguignon de la colline de Sion chère à Maurice Barrès.
Il s'installe en 1930, après avoir abandonné sa carrière d'enseignant, dans le bourg de Saint-Gilles, sur une exploitation viticole. Il y produit son propre vin, élève du bétail et des chevaux et produit son miel ; sa ferme est progressivement transformée en espace à la gloire de l'identité germanique de la Bourgogne.

## Prises de position

### Autonomiste bourguignon
Sous l'influence de Gustave Gasser, il se rapproche du cercle littéraire du Cep burgonde ; ce rapprochement se manifeste par la publication, en 1928 dans les Cahiers de Bourgogne d'un essai d'inspiration régionaliste, L'aventure bourguignonne, qui le fait connaître comme auteur autonomiste ; dans ce texte, il exalte le souvenir de Charles le Téméraire et du duché de Bourgogne, dont l'élan a été brisé par le centralisme français, renforcé lors de la Révolution. Son activité éditoriale et son positionnement autonomiste le rapprochent des autonomistes flamands, puis, plus tard, des autonomistes bretons.
Cette exaltation de la Bourgogne médiévale le conduit rapidement à défendre des positions pangermanistes, à exalter une identité bourguignonne qu'il estime germanique et à soutenir la construction d'un ensemble racial européen autour du Reich. Dans ses textes chant burgonde et chant barbare, il se place dans une filiation germanique. Parmi les intellectuels collaborationnistes, il semble être l'un des seuls à avoir assimilé le caractère Völkisch du pangermanisme nazi, ce qui entraîne l'intérêt des cercles intellectuels nazis pour ses idées, le SD souhaitant faire de lui un propagandiste pour la diffusion de la doctrine nazie en France.

### Rapprochement avec le nazisme et collaboration
Ces positions, exaltant une conception essentialiste et primitiviste de la nation l'amènent à se rapprocher de plus en plus des autonomistes pangermanistes, regroupés autour de Jean-Marie Gantois.
Fasciné par l'idée d'une ascendance commune des Allemands et des Bourguignons, Thomasset se rapproche des cercles intellectuels nazis, notamment l'Ahnenerbe. Avant la fin de l'année 1936, Thomasset reçoit Margarethe Grasses, membre de cet institut de recherche nazie, qui se lie avec sa fille, lui enseigne des rudiments d'allemand ; les contacts avec Grasses se poursuivent au moins jusqu'en 1944,.
Thomasset est à Berlin en octobre 1936 pour évoquer la proximité raciale entre les Allemands et les Bourguignons : il en revient enthousiasmé et expose sa fascination pour la politique raciale du Reich, puis, en 1938, il effectue un second voyage dans le Reich, à l'occasion du congrès du NSDAP d'où il revient converti : il relate ses impressions de voyage dans plusieurs articles, publiés en 1938 et 1939.
La victoire allemande de 1940 constitue pour lui une « libération », mais la politique bourguignonne du Reich se révèle être une sévère déception, l'annexion de la Bourgogne au Reich étant renvoyée à la fin de la guerre. Proche de l'Ahnenerbe, il sollicite une rencontre avec son directeur à Berlin, qui se déroule, après l'aval de Himmler, au mois de juillet 1942 ; à cette occasion, il prononce une conférence dans laquelle il expose la nécessité pour la Bourgogne d'intégrer le Reich,. À la suite de ce voyage, il connaît une sorte de disgrâce, liée sans doute à ses prises de positions radicales en faveur du rattachement de la Bourgogne au Reich,.
En 1943, alors que sa collaboration avec l'Ahnenerbe semble au point mort, il fonde un groupuscule collaborationniste, baptisé Action bourguignonne, puis, recruté par le SD, rédige un rapport dans lequel il présente un état de l'opinion publique et expose les moyens pour assurer au Reich une suprématie définitive en Bourgogne.

## Après le retrait allemand

### Arrestation et condamnation
En août 1944, alors que les Allemands se retirent de France, les responsables de la Gestapo de Chalon-sur-Saône lui proposent de partir avec eux vers le Reich ; sous l'influence de son épouse et de sa fille, il s'y oppose.
Dénoncé par des voisins, témoins de ses rapports avec des Allemands en uniforme, Thomasset est arrêté le 20 septembre 1944. Il est condamné le 10 avril 1945 pour intelligence avec l'ennemi et atteinte à la sûreté de l'État à une peine de cinq années d'emprisonnement, 50 000 Francs d'amende et à la dégradation nationale, la justice ignorant son voyage à Berlin de 1942.
Libéré pour raisons de santé le 7 janvier 1948, il est amnistié par la loi du 6 août 1953.

### Fin de vie
Il se retire alors dans sa propriété de Saint-Gilles, y accueille d'anciens acteurs du collaborationnisme flamand, mais ne mentionne plus ses opinions passées.